# Psittacanthus ophiocephalus
Psittacanthus ophiocephalus är en tvåhjärtbladig växtart som beskrevs av Kuijt. Psittacanthus ophiocephalus ingår i släktet Psittacanthus och familjen Loranthaceae. Inga underarter finns listade i Catalogue of Life.